# Бальсорано
Бальсорано (італ. Balsorano) — муніципалітет в Італії, у регіоні Абруццо,  провінція Л'Аквіла.
Бальсорано розташоване на відстані близько 90 км на схід від Рима, 65 км на південь від Л'Акуїли.
Населення — 3613 осіб (2014).
Щорічний фестиваль відбувається 23 квітня. Покровитель — святий Юрій.

## Демографія
Населення за роками:

Станом на 1 січня 2023 року в муніципалітеті офіційно проживало 105 іноземців з 15 країн, серед них 93 громадяни країн Євросоюзу та 3 громадяни України.

## Сусідні муніципалітети
- Коллелонго
- Пескозолідо
- Сан-Вінченцо-Валле-Ровето
- Сора
- Веролі
- Віллаваллелонга